# Міст Каррузель

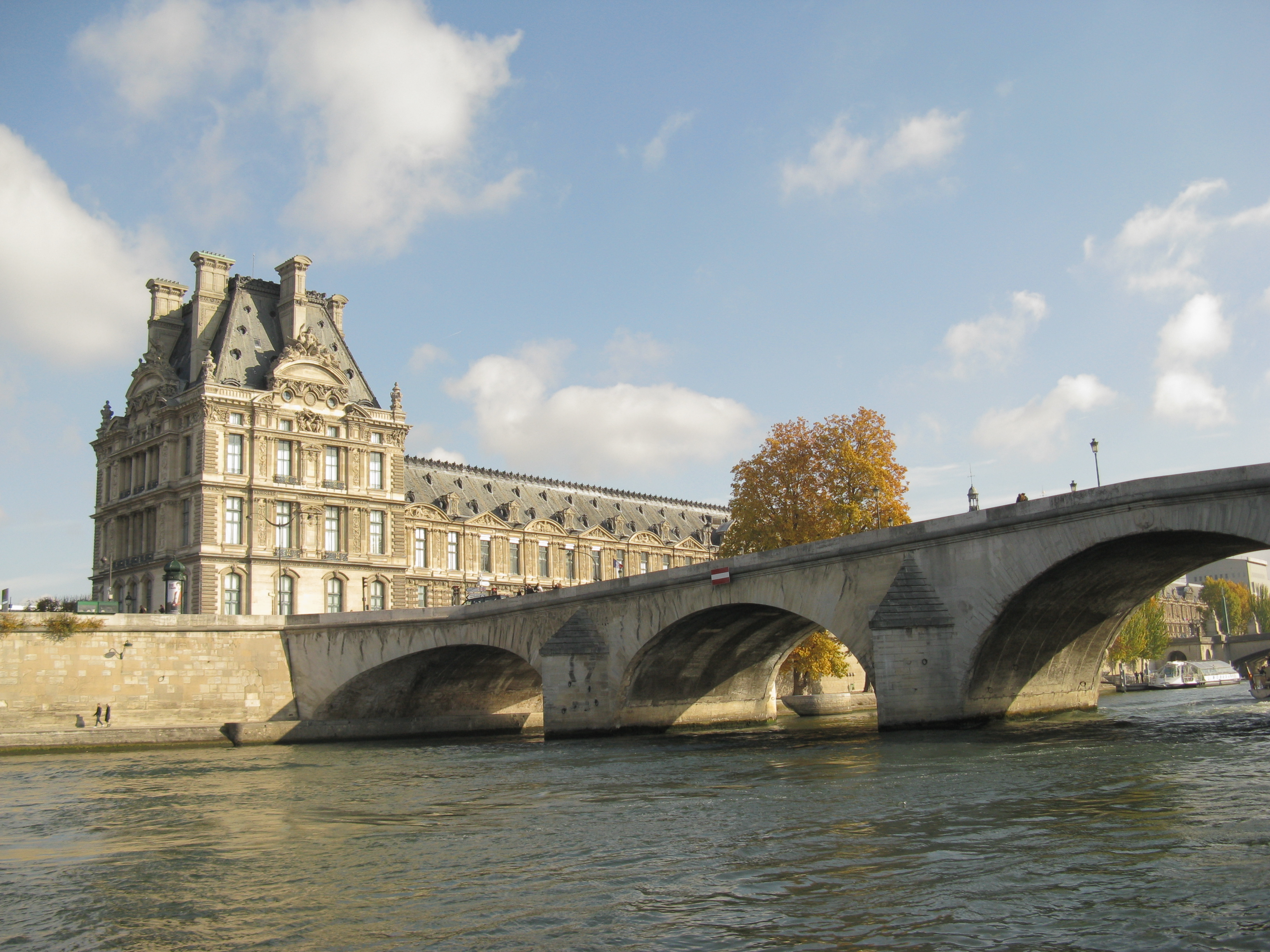
Міст Каррузель

Міст Каррузель (фр. Pont du Carrousel) - міст через Сену розташований в Парижі, поєднує набережну Тюїльрі і набережну Вольтера.

## Історія
Перший міст на цьому місці з 1831 носив назву Сен-Пер (фр. Le pont des Saint-Pères).
У 1834 король Луї-Філіп I назвав його мостом Каррузель, оскільки міст знаходився навпроти Тріумфальної арки Каррузель.
Архітектор Антуан Ремі Полонсо зумів створити конструкцію, яка була новаторською у кількох аспектах. З одного боку, це була конструкція аркового мосту замість поширених у той час підвісних мостів. Був застосований відносно новий матеріал: чавун з деревиною. На кожному розі мосту були споруджені кам'яні алегоричні скульптури в класичному стилі, що символізують промисловість, достаток, місто Париж і Сену. Міст мав довжину 169,5 м і ширину між поручнів 11,85 м. Він складався з трьох арок по 47,67 м.
У 1906, після 7 десятиліть використання, виникла потреба серйозна реставрація: дерев'яні елементи було замінено залізними. Проте міст залишався дуже вузьким для руху двадцятого століття.
У 1930 його висота над річкою був визнана недостатньою для річкових перевезень, і було вирішено відмовитися від нього на користь абсолютно нової конструкції на кілька десятків метрів нижче за течією. 
Архітектори Гаспар Турре Гюстав Умбендсток та інженер Ланг спробували зберегти звичний для парижан силует мосту. Новий трьохарковий залізобетонний міст завширшки 33 м, споруджений в 1935-1939, досягає правого берега навпроти Лувру на прямій лінії з Тріумфальною аркою Каррузель.

## Галерея

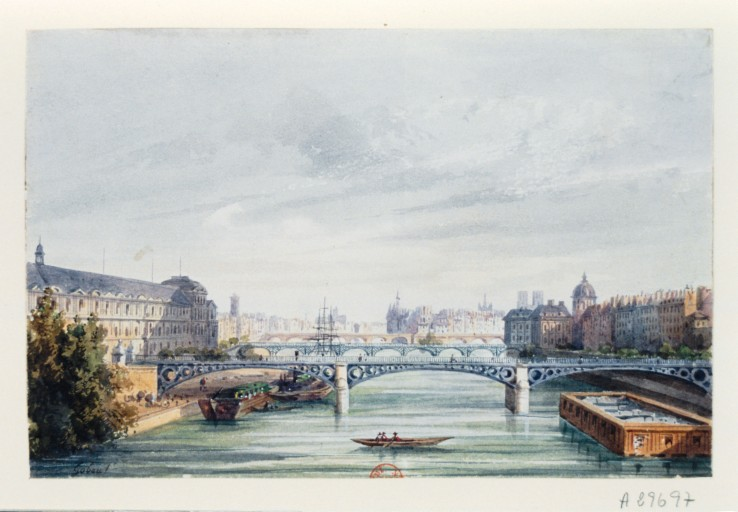
Міст Сен-Пер
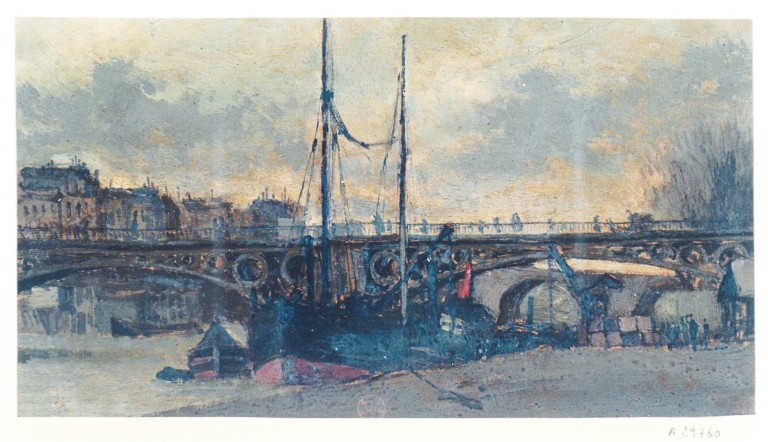
Міст Сен-Пер
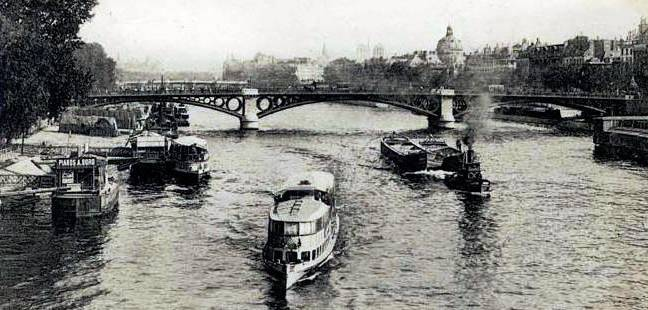
Міст Каррузель в 1900 році
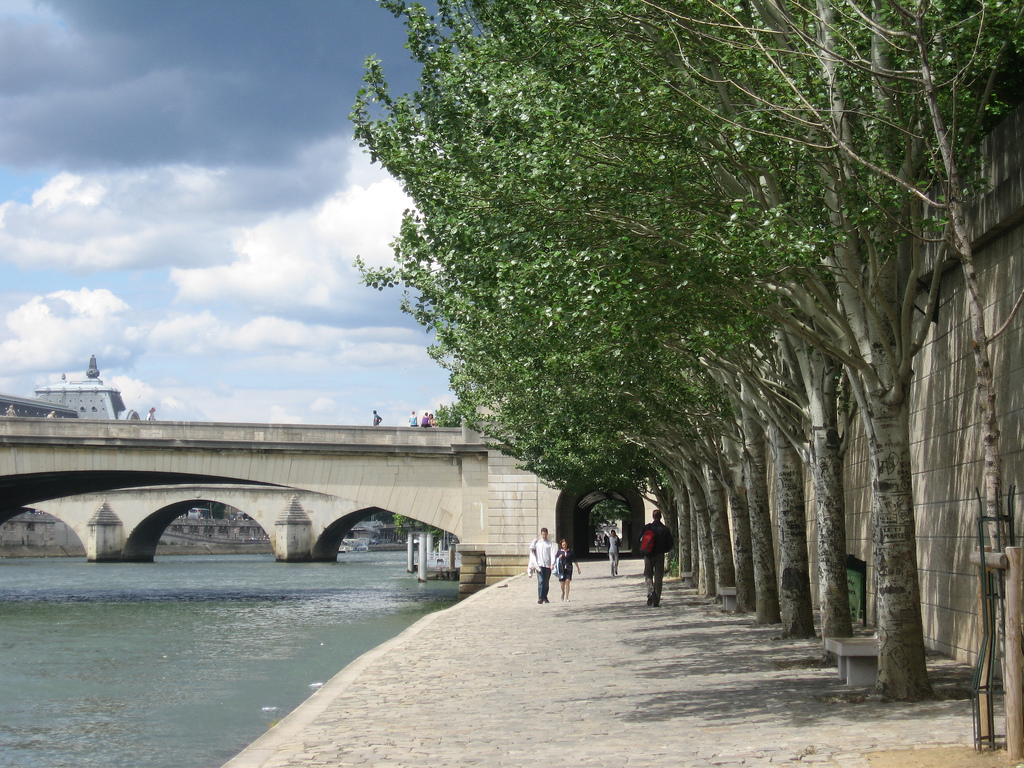
Міст Каррузель з правого берега